# Henderson Álvarez
Pour les articles homonymes, voir Álvarez.
Henderson Javier Alvarez (né le 18 avril 1990 à Valencia, Carabobo, Venezuela) est un lanceur droitier de la Ligue majeure de baseball.
Il lance un match sans point ni coup sûr pour les Marlins de Miami le 29 septembre 2013.

## Carrière

### Blue Jays de Toronto
Henderson Alvarez signe son premier contrat professionnel en 2006 avec les Blue Jays de Toronto.
Il fait ses débuts dans les majeures le 10 août 2011 comme lanceur partant des Jays face aux Athletics d'Oakland. En 10 départs pour Toronto au cours de cette saison, il montre une fiche victoires-défaites de 1-3 et une moyenne de points mérités de 3,53. Il remporte sa première victoire en carrière le 31 août sur les Orioles de Baltimore.
En 10 départs pour Toronto en 2011, il a un gain et trois défaites avec une moyenne de points mérités de 3,53.
En 2012, sa première saison complète, il amorce 31 parties pour les Jays. Sa moyenne est plutôt élevée à 4,85 et il subit 14 défaites contre 9 victoires.

### Marlins de Miami
Alvarez passe aux Marlins de Miami dans la méga-transaction à 12 joueurs avec les Blue Jays le 19 novembre 2012. L'arrêt-court Yunel Escobar, le voltigeur Jake Marisnick, le joueur d'avant-champ Adeiny Hechavarria, le receveur Jeff Mathis, le lanceur droitier Anthony DeSclafani et le lanceur gaucher Justin Nicolino sont cédés aux Marlins contre le lanceur droitier Josh Johnson, l'arrêt-court José Reyes, le lanceur gaucher Mark Buerhle, le receveur John Buck et le joueur d'utilité Emilio Bonifacio.
Au dernier jour de la saison régulière le 29 septembre 2013, Henderson Álvarez réussit le 5e match sans point ni coup sûr de l'histoire des Marlins et le premier au Marlins Park de Miami. Álvarez lance 9 manches sans coup sûr contre les Tigers de Détroit mais le score demeure 0-0 jusqu'à ce que les Marlins marquent un point en fin de 9e manche pour l'emporter 1-0. Chose inhabituelle lors d'un tel exploit, Álvarez n'a donc pas l'occasion de célébrer ce fait d'armes au monticule du lanceur mais plutôt au cercle d'attente puisqu'il devait être le prochain frappeur pour Miami. Il est le premier joueur à réussir un match sans coup sûr au dernier jour de la saison depuis Mike Witt en 1984.
Après 19 départs en 2014, Álvarez mène le baseball majeur avec 3 blanchissages et 3 matchs complets. Sa moyenne de points mérités s'élève à seulement 2,63 en 120 manches lancées et cette excellente première moitié de saison lui vaut d'être invité pour la première fois au match des étoiles. Sa moyenne de points mérités de 2,65 en 187 manches au monticule est la meilleure des Marlins en 2014. En 30 départs, dont 3 se terminent par des blanchissages, il remporte 12 victoires contre 7 défaites.
Lanceur partant du match d'ouverture de la saison 2015 des Marlins, Álvarez n'effectue que 4 départs avant d'être placé sur la liste des joueurs blessés puis d'être opéré à l'épaule droite.

### Athletics d'Oakland
Le 28 décembre 2015, Álvarez signe un contrat d'un an avec les Athletics d'Oakland.